# Таша Денверс
Таша Денверс  (англ. Tasha Danvers, 19 вересня 1977) — британська легкоатлетка, олімпійська медалістка.

## Виступи на Олімпіадах
| Олімпіада   | Дисципліна                    | Місце |
| ----------- | ----------------------------- | ----- |
| Сідней 2000 | біг на 400 метрів з бар'єрами | 8     |
| Сідней 2000 | естафета 4 x 400 метрів       | 6     |
| Пекін 2008  | біг на 400 метрів з бар'єрами | 3     |